# Златоустовский трамвай
Трамва́й Златоу́ста — трамвайная система, действующая в городе Златоусте Челябинской области России.
Движение по первой однопутной линии протяжённостью 5,8 км открылось 25 декабря 1934 года. Вторая по времени возникновения и третья по величине трамвайная система Челябинской области, является самой высокогорной в России, с уклонами до 90 тысячных. По состоянию на 2019 год протяжённость трамвайных путей 22,7 км в двухпутном исчислении. Действуют 3 маршрута суммарной протяжённостью 49,3 км. За год трамваями перевозится более 5 млн пассажиров. Перевозки осуществляет МУП «Автохозяйство администрации Златоустовского городского округа». Время работы трамвая с 5 до 23 часов.

## Сеть
Сеть трамвая Златоуста состоит из трёх линий, сходящихся у исторического здания заводоуправления оружейной фабрики или, по-другому, городской площади им. III Интернационала, где в 1903 году было расстреляно выступление рабочих завода, когда было убито 69 человек и более 150 ранено. Именно здесь сходятся и расходятся маршруты: линия в северо-западном направлении к металлургическому заводу, линия в северо-восточном направлении к железнодорожному вокзалу, линия в южном направлении к жилым массивам района проспекта имени Гагарина и машиностроительного завода.

### Маршруты
Действующие
- 1 Улица Горького — Улица Дачная
- 2 Улица Горького — Центр развития туризма
- 3 Площадь Металлургов — Центр развития туризма

Закрытые
- 4 Завод «Булат» — Машиностроитель
- 5 Педагогическое училище — Институт

### Конечные станции и разворотные кольца
- Улица Дачная (ранее «Университет», «Кольцо института»)
- Площадь Металлургов
- Архив (ранее «ПО им. Бушуева», АО «Булат», завод им. Ленина)
- Городская больница
- Посёлок Красная горка (ранее «Колхозный рынок», «Педучилище», «Подстанция 500»)
- Улица Горького (ранее «Машиностроитель», «КБО Машзавода»)
- Центр развития туризма (ранее «ПТУ-35», фактически однопутные линии по параллельным улицам Румянцева и Аносова)

Оборот также может осуществляться через трамвайное депо.

## Подвижной состав
На июнь 2025 года в Златоусте эксплуатируется 61 трамвай:
| Модель         | Количество | Период эксплуатации |
| -------------- | ---------- | ------------------- |
| Tatra T3K «Иж» | 17         | с 2020              |
| 71-605         | 22         | с 1977              |
| 71-608         | 13         | с 1992              |
| 71-619         | 9          | с 2004              |